# Styrian Spirit
Styrian Spirit (повна назва: Styrian Airways GmbH & Co KG) — нині нефункціонуюча авіакомпанія, що базувалася в місті Грац, столиці Штирії, Австрія. Вона пропонувала послуги регулярних та чартерних польотів в межах Європи. Авіакомпанія також працювала як Slovenian Spirit і Salzburg Spirit в маршрутах Зальцбург і Марибор, Словенія. Два її літаки були пофарбовані в кольори цих дочірніх компаній.
24 березня 2006 року Styrian Spirit несподівано скасувала всі свої рейси. Авіакомпанія пізніше повідомила, що оголошена банкрутом.

## Історія
Авіакомпанія була створена 25 грудня 2002 року і розпочала свою діяльність 24 березня 2003 року. Вона припинила свою діяльність 24 березня 2006 року та подала заяву про банкрутство, не зумівши забезпечити своє фінансування.

## Пункти призначення

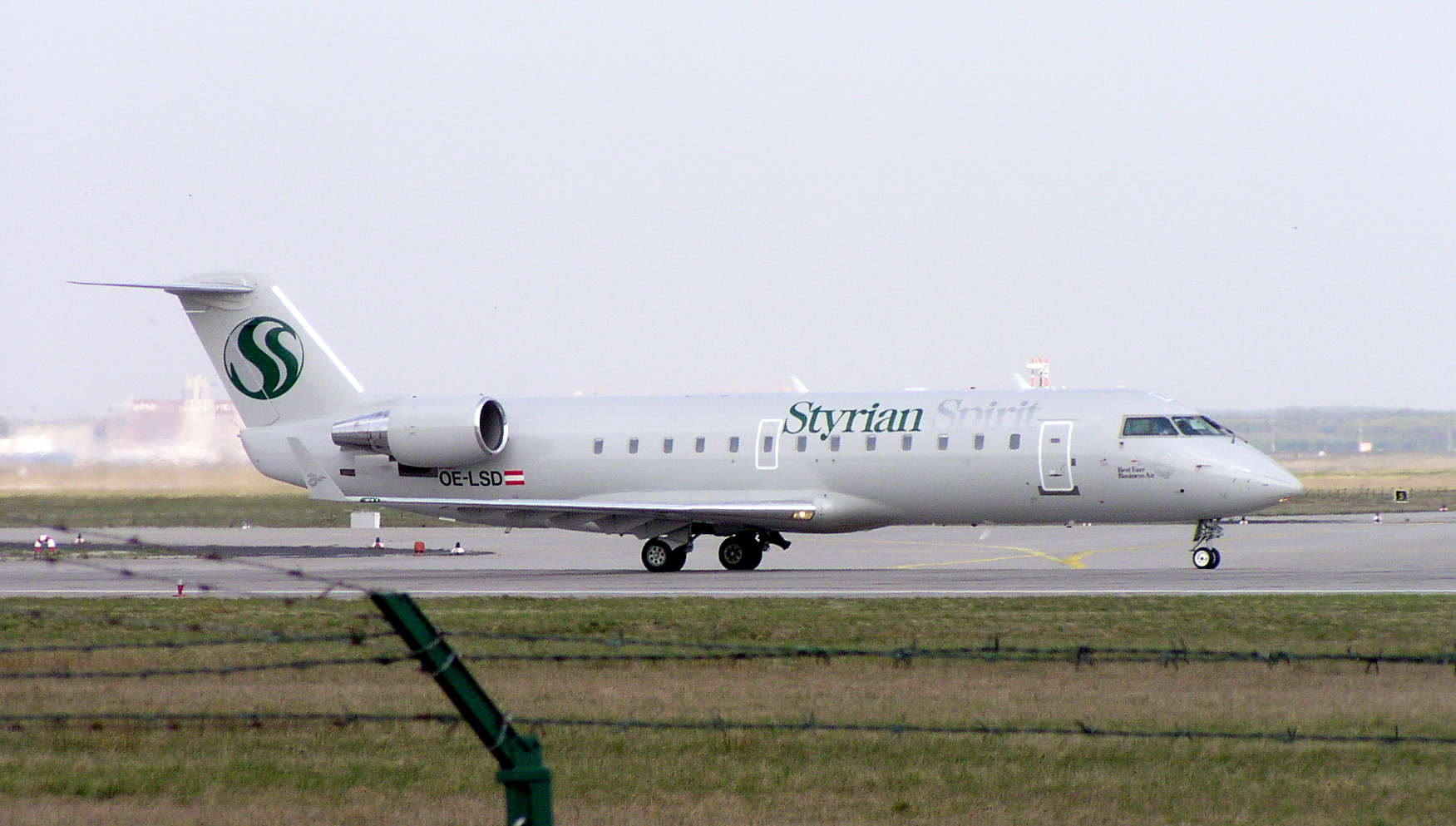
Літак CRJ-200LR Styrian Spirit

- Австрія
  - Грац
  - Зальцбург
  - Клагенфурт
- Хорватія
  - Дубровник
- Німеччина
  - Берлін
  - Штутгарт
- Франція
  - Париж
- Польща
  - Краків
- Велика Британія
  - Лондон
- Словенія
  - Марибор
- Швейцарія
  - Цюрих

## Флот
Авіакомпанія експлуатувала флот з чотирьох літаків CRJ200.